# 木村博江
木村 博江（きむら ひろえ、1941年3月27日 - ）は、日本の翻訳家。

## 人物・来歴
東京出身。国際基督教大学卒。
編集者を経て、はじめ音楽関係の翻訳をするが、のち動物もの、恋愛論などノンフィクションや推理小説に領域を広げる。
『なぜ美人ばかりが得をするのか』（ナンシー・エトコフ、草思社、2000年）はベストセラーになった。
また、前野 律名義でジャズ関係の本のほか、ロマンチックサスペンスものや、幼児教育関係の本の翻訳も手がけている。

## 翻訳
- 『王様ルービンシュタイン 最後のロマン派』（エリック・リープマン、東芝EMI音楽出版） 1981.3
- 『ショパン その実像』（ジョージ・R・マレック,マリア・ゴードン＝スミス、東京創元社） 1981.12
- 『ルービンシュタイン自伝 神に愛されたピアニスト』（共同通信社） 1983 - 1984
- 『グレン・グールド変奏曲』（ジョン・マグリーヴィ編、東京創元社） 1986.12
- 『ゼッフィレッリ自伝』（東京創元社） 1989.1、のち文庫
- 『パリ・オペラ座 夢の聖堂の秘密』（ミッシェル・サラザン、音楽之友社） 1989.6
- 『コンサートは始まる 小沢征爾とボストン交響楽団』（カール・A・ヴィーゲランド、音楽之友社） 1990
- 『ジュリアードの青春 音楽に賭ける若者たち』（ジュディス・コーガン、新宿書房） 1990.8
- 『モーツァルトの生涯』（ウェンディ・トンプソン、音楽之友社） 1991.6
- 『音楽のなかの言葉』（アルフレート・ブレンデル、音楽之友社） 1992.3
- 『アメリカに生きる私 二つの言語、二つの文化の間で』（エヴァ・ホフマン、新宿書房） 1992.1
- 『ジャクリーヌ・デュ・プレ』（キャロル・イーストン、青玄社） 1992.7
- 『ダウンタウンマーマレード』（ラビンドラ・ダンクス、朝日新聞社） 1994.11
- 『ダイアナ妃13年目の選択』（アンドリュー・モートン、石戸谷滋共訳、文藝春秋） 1994.12
- 『ある英国人作家の偽りと沈黙』（ペネロピ・ライヴリー、草思社） 1995.4
- 『猫たちの隠された生活』（エリザベス・M・トーマス、草思社） 1996.3
- 『犬と山羊の聖なる夜』（エリザベス・M.トーマス、草思社） 1996.12
- 『カプラー医師の奇妙な事件 殺人者になった医師』（キース・ラッセル・アブロウ、草思社） 1996.8
- 『親を殺した子供たち』（エリオット・レイトン、草思社） 1997.6
- 『囚われの恋』（メリリン・シモンズ、文藝春秋） 1997.8
- 『ショルティ自伝』（ゲオルク・ショルティ、草思社） 1998.11
- 『犬たちの礼節ある社会生活』（エリザベス・M・トーマス、草思社） 2000.9
- 『なぜ美人ばかりが得をするのか』（ナンシー・エトコフ、草思社） 2000.12
- 『わが子、ヨーヨー 母が語る"天才"ヨーヨー・マの少年時代』（マリナ・マ、音楽之友社） 2000.11
- 『あなたの恋愛が続かない10の理由』（キャサリン・カーディナル、草思社） 2001.6
- 『ヘルベルト・フォン・カラヤン』（リチャード・オズボーン、白水社） 2001.7
- 『女の子はいつも秘密語でしゃべってる』（ジョージー・ヴォーゲル、草思社） 2003.5
- 『死体あります アンティーク・フェア殺人事件』（リア・ウェイト、文春文庫） 2003.9
- 『嘆きのパ・ド・ドゥ』（エレン・ポール、ソニー・マガジンズ、ヴィレッジブックス） 2003
- 『ウィスキー・サワーは殺しの香り』（J・A・コンラス、文春文庫） 2005.2
- 『春に葬られた光』（ローラ・カジシュキー、ソニー・マガジンズ、ヴィレッジブックス） 2005
- 『ジュリエットと気まぐれ詩人』（エレン・ポール、ソニー・マガジンズ、ヴィレッジブックス） 2006
- 『あなたの犬バカ度を測る10の方法』（ジェニー・リー、文春文庫） 2006.1
- 『良心をもたない人たち 25人に1人という恐怖』（マーサ・スタウト、草思社） 2006.2、のち文庫
- 『子供をゲーム依存から救うための本』（オリヴィア&カート・ブルーナー、文藝春秋） 2007.6
- 『あなたがあたえる 大富豪ピンダーの夢をかなえる5つの秘密』（ボブ・バーグ,ジョン・デイビッド・マン、文藝春秋） 2008.7
- 『探偵は犬を連れて』（イヴリン・デイヴィッド、創元推理文庫） 2009.2
- 『アンティキテラ 古代ギリシアのコンピュータ』（ジョー・マーチャント、文藝春秋） 2009.5
- 『ロストロポーヴィチ伝 巨匠が語る音楽の教え、演奏家の魂』（エリザベス・ウィルソン、音楽之友社） 2009.9
- 『夫の死に救われる妻たち』（ジェニファー・エリソン,クリス・マゴニーグル、飛鳥新社） 2010.9
- 『錯覚の科学 あなたの脳が大ウソをつく』（クリストファー・チャブリス（英語版）&ダニエル・シモンズ（英語版）、文藝春秋） 2011.2、のち文庫
- 『うつは手仕事で治る! なぜ昔の人はうつにならなかったのか』（ケリー・ランバート、飛鳥新社） 2011.9
- 『なぜ、それを買わずにはいられないのか ブランド仕掛け人の告白』（マーティン・リンストローム、文藝春秋） 2012.11
- 『ガーンジー島の読書会』（メアリー・アン・シェイファー,アニー・バロウズ、イースト・プレス） 2013．11
- 『ツタンカーメン 死後の奇妙な物語』（ジョー・マーチャント、文藝春秋） 2014．9
- 『ブルース、日本でワインをつくる』（ブルース・ガットラヴ、聞き書き、新潮社図書編集室） 2014.11
- 『FIFA腐敗の全内幕』（アンドリュー・ジェニングス、文藝春秋） 2015.10

### スタンレー・コレン
- 『デキのいい犬、わるい犬 あなたの犬の偏差値は?』（スタンレー・コレン、文藝春秋） 1994.11、のち文庫
- 『睡眠不足は危険がいっぱい』（スタンレー・コレン、文藝春秋） 1996.6
- 『哲学者になった犬』（スタンレー・コレン、文藝春秋） 1998.7
- 『相性のいい犬、わるい犬 失敗しない犬選びのコツ』（スタンレー・コレン、文藝春秋） 1999.7、のち文庫
- 『犬語の話し方』（スタンレー・コレン、文春文庫） 2002.9
- 『犬も平気でうそをつく?』（スタンレー・コレン、文春文庫） 2007.1
- 『理想の犬の育て方』（スタンレー・コレン、文春文庫） 2008.9
- 『犬があなたをこう変える』（スタンレー・コレン、文春文庫） 2011．10

### 「パンプルムース氏」シリーズ
- 『パンプルムース氏のおすすめ料理』（マイケル・ボンド、東京創元社） 1998.2、のち文庫
- 『パンプルムース氏の秘密任務』（マイケル・ボンド、東京創元社 1999.3 のち文庫
- 『パンプルムース家の犬』（マイケル・ボンド、創元推理文庫） 2002.4
- 『パンプルムース氏のダイエット』（マイケル・ボンド、創元推理文庫） 2002.11
- 『パンプルムース氏と飛行船』（マイケル・ボンド、創元推理文庫） 2003.6
- 『パンプルムース氏対ハッカー』（マイケル・ボンド、創元推理文庫） 2004.1
- 『パンプルムース氏の晩餐会』（マイケル・ボンド、創元推理文庫） 2005.5
- 『パンプルムース氏とホテルの秘密』（マイケル・ボンド、創元推理文庫） 2007.5

### リチャード・ワイズマン
- 『その科学が成功を決める』（リチャード・ワイズマン、文藝春秋） 2010.1、のち文庫
- 『超常現象の科学 なぜ人は幽霊が見えるのか』（リチャード・ワイズマン、文藝春秋） 2012.2
- 『その科学があなたを変える』（リチャード・ワイズマン、文藝春秋） 2013.10
- 『よく眠るための科学が教える10の秘密』（リチャード・ワイズマン、文藝春秋） 2015．11

### 前野律名義
- 『ジャズの世界』（アンドレ・フランシス、東京創元社） 1981.2
- 『ブルーノート・レコード - 史上最強のジャズ・レーベルの物語』（リチャード・クック、行方均監修、朝日文庫） 2002.12

#### グレン・ドーマン
- 『親こそ最良の教師』（グレン・ドーマン、ドーマン研究所） 2000．2
- 『赤ちゃんに百科事典的知識をどう与えるか』（グレン・ドーマン,ジャネット・ドーマン,スーザン・エイセン、人間能力開発研究所日本語訳監修、ドーマン研究所） 2000.3
- 『赤ちゃんに算数をどう教えるか』（グレン・ドーマン,ジャネット・ドーマン、人間能力開発研究所日本語訳監修、ドーマン研究所） 2000
- 『赤ちゃんの運動能力をどう優秀にするか 誕生から6歳まで』第2版（グレン・ドーマン,ダグラス・ドーマン,ブルース・ヘイギー、人間能力開発研究所日本語訳監修、ドーマン研究所） 2000
- 『赤ちゃんの知性を何倍にもするには』（グレン・ドーマン,ジャネット・ドーマン、人間能力開発研究所日本語訳監修、ドーマン研究所） 2000
- 『赤ちゃんに読みをどう教えるか』（グレン・ドーマン,ジャネット・ドーマン、ドーマン研究所） 2000.3

#### リサ・ガードナー
- 『素顔は見せないで』（リサ・ガードナー、ソニー・マガジンズ、ヴィレッジブックス） 2002
- 『あどけない殺人』（リサ・ガードナー、ソニー・マガジンズ、ヴィレッジブックス） 2002
- 『誰も知らない恋人』（リサ・ガードナー、ソニー・マガジンズ、ヴィレッジブックス） 2003
- 『いまは誰も愛せない』（リサ・ガードナー、ソニー・マガジンズ、ヴィレッジブックス） 2004
- 『熱帯夜の狩人』（リサ・ガードナー、ソニー・マガジンズ、ヴィレッジブックス） 2006
- 『あなただけに真実を』（リサ・ガードナー、ソニー・マガジンズ、ヴィレッジブックス） 2007
- 『愛しき人は雨に消されて』（リサ・ガードナー、ソニー・マガジンズ、ヴィレッジブックス） 2009